# Liste der Naturdenkmale in St. Wendel
Die Liste der Naturdenkmale in St. Wendel nennt die auf dem Gebiet der Stadt St. Wendel im Landkreis St. Wendel im Saarland gelegenen Naturdenkmale.

## Naturdenkmale
| Bild            | Bezeichnung                              | Ort                                                         | Beschreibung                                                                            | Art | Nr.                            |
| --------------- | ---------------------------------------- | ----------------------------------------------------------- | --------------------------------------------------------------------------------------- | --- | ------------------------------ |
| BW              | Fichte Mainzweiler-Niederlinxweiler      | St. Wendel Niederlinxweiler 49° 25′ 33,1″ N, 7° 8′ 14,2″ O) | im Wald, unmittelbar an dem Verbindungsweg Niederlinxweiler-Mainzweiler, rechts         |     | ND-027-WND-WND (ex: D 2.08.01) |
| BW              | Rosskastanie St. Wendel                  | St. Wendel 49° 28′ 4,7″ N, 7° 10′ 34″ O)                    | Kreuzung Urweilerstraße/Ostertalstraße                                                  |     | ND-028-WND-WND (ex: D 2.08.03) |
| Fotos hochladen | Blutbuche St. Wendel                     | St. Wendel 49° 28′ 0,1″ N, 7° 10′ 11,6″ O)                  | vor der evangelischen Kirche                                                            |     | ND-029-WND-WND (ex: D 2.08.04) |
| BW              | Hainbuchengruppe mit Kreuz               | St. Wendel Bliesen 49° 29′ 8,1″ N, 7° 7′ 48,8″ O)           | an der Straße St. Wendel-Bliesen, links Nähe Abzweigung Rassiersmühle                   |     | ND-030-WND-WND (ex: D 2.08.05) |
| BW              | Hainbuchengruppe mit Kreuz               | St. Wendel Bliesen 49° 29′ 15,1″ N, 7° 7′ 33,2″ O)          | an der Straße St. Wendel-Bliesen, rechts vor der Abzweigung zum Wallesweilerhof         |     | ND-031-WND-WND (ex: D 2.08.06) |
| BW              | Kastanien-Eschen-Reihe                   | St. Wendel Winterbach 49° 28′ 33,6″ N, 7° 5′ 24″ O)         | zwischen Ortsausgang Winterbach, Richtung Alsweiler und der Kreuzung „Alte Römerstraße“ |     | ND-032-WND-WND (ex: D 2.08.07) |
| BW              | 2 Eichen                                 | St. Wendel Werschweiler 49° 27′ 9,8″ N, 7° 13′ 58,8″ O)     | vor den Zollhäusern in der Hirtenstraße                                                 |     | ND-033-WND-WND (ex: D 2.08.08) |
| BW              | Linde Niederlinxweiler                   | St. Wendel Niederlinxweiler 49° 26′ 3,3″ N, 7° 9′ 31,4″ O)  | am Kriegerehrenmal in Niederlinxweiler in der Oberlinxstraße                            |     | ND-034-WND-WND (ex: D 2.08.09) |
| BW              | Linde Niederkirchen                      | St. Wendel Niederkirchen 49° 28′ 1,5″ N, 7° 14′ 59,1″ O)    | gegenüber Pfarrhaus                                                                     |     | ND-035-WND-WND (ex: D 2.08.10) |
| BW              | 2 Eichen Osterbrücken                    | St. Wendel Osterbrücken 49° 29′ 34,7″ N, 7° 15′ 47,7″ O)    | an der Bahn, am Ende der Straße „Zu den Eichen“                                         |     | ND-036-WND-WND (ex: D 2.08.11) |
| BW              | Rosskastanie Mia-Münster-Haus St. Wendel | St. Wendel 49° 28′ 2,8″ N, 7° 10′ 7,8″ O)                   | in der Mott, am Mia-Münster-Haus                                                        |     | ND-037-WND-WND (ex: D 2.08.12) |

## Ehemalige Naturdenkmale
Vor der Neuverordnung durch den Landkreis St. Wendel im Juni 2005 gab es in der Stadt St. Wendel noch 27 Naturdenkmale.